# Megan McJames
Megan McJames (Park City, 24 settembre 1987) è un'ex sciatrice alpina statunitense.

## Biografia

### Stagioni 2003-2007
Figlia di istrutturi di sci, Megan McJames ha iniziato a impratichirsi con la disciplina dall'età di due anni; ha debuttato in gare FIS nel dicembre del 2002 e in Nor-Am Cup in slalom gigante il 20 novembre 2003 a Park City, senza completare la prima manche. Il 1º dicembre 2005 a Winter Park nella medesima specialità ha colto il primo podio nel circuito continentale nordamericano (3ª), e pochi giorni dopo, il 13 dicembre, ha ottenuto a Panorama la prima vittoria, in supergigante.
Nella stagione 2005-2006 ha esordito in Coppa Europa (70ª nella discesa libera di Sankt Moritz dell'11 gennaio) e ha conquistato il suo primo importante trofeo, aggiudicandosi sia la Nor-Am Cup generale, sia le classifiche di supergigante e di slalom gigante. Ha debuttato in Coppa del Mondo il 25 novembre 2006 nello slalom gigante tenutosi sulle nevi di casa, ad Aspen, non riuscendo a qualificarsi per la seconda manche; un mese dopo, il 21 gennaio a Cortina d'Ampezzo, ha conquistato i suoi primi punti nel circuito (28ª in slalom gigante).

### Stagioni 2008-2015
Nella Nor-Am Cup 2007-2008 ha nuovamente vinto la classifica di slalom gigante, mentre ai Mondiali di Val-d'Isère 2009, sua prima presenza iridata, non ha concluso lo slalom gigante. L'anno dopo ha preso parte ai XXI Giochi olimpici invernali di Vancouver 2010, classificandosi 32ª nello slalom gigante e non concludendo lo slalom speciale. Nel 2011 ha partecipato ai Mondiali di Garmisch-Partenkirchen (34ª nello slalom gigante, 29ª nello slalom speciale) e nel 2012 ha vinto per la terza volta la classifica di slalom gigante della Nor-Am Cup.
Nella stagione successiva si è aggiudicata, per la seconda volta in carriera, la coppa continentale nordamericana, vincendo anche la classifica di supercombinata. Convocata per i XXII Giochi olimpici invernali di Soči 2014, è stata 30ª nello slalom gigante e non ha concluso lo slalom speciale; l'anno dopo ai Mondiali di Vail/Beaver Creek 2015 è stata 34ª nello slalom gigante e 38ª nello slalom speciale.

### Stagioni 2016-2018
Nella stagione 2016 si è aggiudicata, per la terza volta in carriera, la coppa continentale nordamericana, vincendo anche la classifica di slalom gigante. Ai Mondiali di Sankt Moritz 2017, sua ultima presenza iridata, si è classificata 21ª nello slalom gigante e 36ª nello slalom speciale; il 23 marzo dello stesso anno ha colto l'ultima delle sue 21 vittorie in Nor-Am Cup, nel supergigante disputato a Sugarloaf.
Il 27 gennaio 2018 ha preso per l'ultima volta il via di una gara di Coppa del Mondo, lo slalom gigante di Lenzerheide che non ha completato, e ai XXIII Giochi olimpici invernali di Pyeongchang 2018, suo congedo olimpico, si è classificata 31ª nello slalom gigante, 36ª nello slalom speciale e 9ª nella gara a squadre. Il 16 marzo 2018 ha ottenuto il suo ultimo podio in Nor-Am Cup (3ª nello slalom speciale di Kimberley); si è ritirata al termine di quella stessa stagione e la sua ultima gara in carriera è stata lo slalom gigante dei Campionati statunitensi 2018, il 16 marzo a Sun Valley, chiuso dalla McJames al 7º posto.

## Palmarès

### Coppa del Mondo
- Miglior piazzamento in classifica generale: 91ª nel 2009

### Coppa Europa
- Miglior piazzamento in classifica generale: 72ª nel 2010

### Nor-Am Cup
- Vincitrice della Nor-Am Cup nel 2006, nel 2013 e nel 2016
- Vincitrice della classifica di supergigante nel 2006
- Vincitrice della classifica di slalom gigante nel 2006, nel 2008, nel 2012 e nel 2016
- Vincitrice della classifica di combinata nel 2013 e nel 2016
- 49 podi:
  - 21 vittorie (7 in supergigante, 8 in slalom gigante, 2 in slalom speciale, 2 in supercombinata, 2 in combinata)
  - 15 secondi posti
  - 13 terzi posti

#### Nor-Am Cup - vittorie
| Data             | Località           | Paese       | Specialità |
| ---------------- | ------------------ | ----------- | ---------- |
| 13 dicembre 2005 | Panorama           | Canada      | SG         |
| 5 febbraio 2006  | Apex               | Canada      | SG         |
| 6 febbraio 2006  | Apex               | Canada      | SG         |
| 3 gennaio 2007   | Mont-Sainte-Anne   | Canada      | GS         |
| 4 gennaio 2007   | Mont-Sainte-Anne   | Canada      | GS         |
| 12 marzo 2008    | Whiteface Mountain | Stati Uniti | SG         |
| 15 marzo 2008    | Whiteface Mountain | Stati Uniti | GS         |
| 2 gennaio 2010   | Val Saint-Côme     | Canada      | SL         |
| 3 gennaio 2010   | Val Saint-Côme     | Canada      | SL         |
| 28 febbraio 2010 | Aspen              | Stati Uniti | SC         |
| 1º dicembre 2010 | Aspen              | Stati Uniti | GS         |
| 2 dicembre 2012  | Copper Mountain    | Stati Uniti | SG         |
| 17 marzo 2013    | Squaw Valley       | Stati Uniti | GS         |
| 18 marzo 2013    | Squaw Valley       | Stati Uniti | SC         |
| 13 dicembre 2015 | Panorama           | Canada      | KB         |
| 4 febbraio 2016  | Mont Garceau       | Canada      | GS         |
| 10 febbraio 2016 | Whiteface Mountain | Stati Uniti | GS         |
| 11 febbraio 2016 | Whiteface Mountain | Stati Uniti | SG         |
| 11 febbraio 2016 | Whiteface Mountain | Stati Uniti | KB         |
| 3 febbraio 2017  | Copper Mountain    | Stati Uniti | GS         |
| 23 marzo 2017    | Sugarloaf          | Stati Uniti | SG         |

Legenda:

SG = supergigante

GS = slalom gigante

SL = slalom speciale

KB = combinata

SC = supercombinata

### South American Cup
- Miglior piazzamento in classifica generale: 17ª nel 2004
- 1 podio:
  - 1 terzo posto

### Australia New Zealand Cup
- Miglior piazzamento in classifica generale: 11ª nel 2014
- 1 podio:
  - 1 terzo posto

### Campionati statunitensi
- 13 medaglie[2]:
  - 3 ori (combinata nel 2010; combinata nel 2015; slalom gigante nel 2017)
  - 4 argenti (slalom gigante nel 2009; combinata nel 2016; supergigante nel 2017; combinata nel 2018)
  - 6 bronzi (slalom speciale nel 2010; slalom gigante nel 2012; slalom gigante nel 2013; slalom gigante, slalom speciale nel 2015; slalom gigante nel 2016)